# Mediterranea (film)
Mediterranea  è un film del 2015 diretto da Jonas Carpignano.

## Trama
La storia di Mediterranea s'ispira alle vicende realmente accadute a Koudous Seihou, cittadino del Burkina Faso che nel film interpreta se stesso con il nome di Ayiva. Koudous/Ayiva e suo fratello Abas decidono di lasciare il loro paese nella speranza di una vita migliore. Si mettono in viaggio insieme ad altri connazionali per il deserto algerino e i suoi predoni, fino alle coste libiche dalle quali salpano, speranzosi, alla volta di quelle italiane. La speranza però non basta ad affrontare, nella notte, il mare in tempesta, e molti non ce la fanno. L’arrivo di una vedetta della guardia costiera italiana trae in salvo i sopravvissuti: tra loro Ayiva e Abas. I due fratelli approdano dunque in Sicilia, a Lampedusa, dove li aspetta l'esperienza del centro di accoglienza, fatta di attesa e precarietà.
Poi il tanto atteso arrivo nel continente, a Rosarno (in Calabria), dove Ayiva spera di trovare un lavoro per garantire un futuro migliore alla figlia lasciata in Africa. La mancanza di documenti e l'impellenza di un lavoro portano anche Ayiva e Abas nei campi, per la raccolta degli agrumi. È da qui che iniziano ad emergere più chiaramente le differenze tra i due fratelli: il coscienzioso Ayiva e l'insofferente Abas.
Ayiva entra nelle simpatie del datore di lavoro, Rocco, e della sua famiglia, con cui comincia ad instaurare un rapporto di fiducia e rispetto. Oltre a Rocco, Ayiva conosce anche il giovane Pio, ladruncolo e piccolo boss della zona. Intanto, le condizioni di vita sono pesanti e i ragazzi dapprima accampati in baracche, si spostano in un affollato appartamento, ritrovo della comunità africana. E proprio lo sgombero di questo stabile innesca la violenta rivolta degli immigrati, esasperati dalle condizioni di sfruttamento in cui sono costretti a vivere; scontri che richiamano quelli realmente scoppiati a Rosarno nel 2010.

## Premi
- 2015 : 
  - Gotham Independent Film Awards 2015 come "regista rivelazione"[7].
  - Cairo International Film Festival 2015:  Golden Pyramid Premio Migliore Film e miglior attore (Koudous Seihon)
  - Festival di Cannes  : in concorso nella Semaine de la Critique e nella Camera d'Or[8].
  - National Board of Review Awards 2015 come "miglior regista esordiente"[9].
  - Festival Internazionale del Film di Stoccolma :  Premio per la Migliore Opera Prima, Premio per il Miglior Attore (Koudous Seihon), Telia Film Award.
  - La Biennale di Venezia : Premio Lux[10].
- 2016 :
  - ha ricevuto tra l'altro due candidature agli Independent Spirit Awards 2016 nelle categorie "miglior film d'esordio" e "miglior sceneggiatura d'esordio"
  - FEST - International Film Festival  : Fedeora Award[11].
  - Festival Internazionale del Cinema di Istanbul : Human Rights in Cinema Competition - FACE Film Award
- 2017 : 
  - Bimbi Belli Festival[12]: Premio Migliore Film[13]